# Calle de la Muerte y la Vida
La calle de la Muerte y la Vida es una vía pública de la ciudad española de Segovia. Su recorrido forma parte del trazado del histórico Cordel de Santillana que conecta Segovia y el Puerto de la Fuenfría.

## Descripción
La vía, que debe su nombre actual a un episodio de la tradición segoviana, se llamó ante «calle del Berrocal». Nace de la calle de San Francisco y discurre hasta llegar a la de Buitrago a la altura de la plaza de Somorrostro. Tiene continuación luego en la del Puente de la Muerte y la Vida. Aparece descrita en Las calles de Segovia (1918) de Mariano Sáez y Romero con las siguientes palabras:

Muerte y Vida.—Tiene su entrada por la calle de San Francisco y salida a la de Buitrago. El origen del nombre de esta calle es una de las tradiciones segovianas. Parece que en tiempos de las comunidades se defendían tenazmente en el Alcázar D. Diego de Cabrera y sus partidarios, y los comuneros sostuvieron un vigoroso ataque cerca de un año. Estrechado el cerco y cuando era más duro el empuje de los de fuera, se le ocurrió a D. Diego de Riofrío, rico labrador del Mercado, enviar un criado suyo a labrar unas tierras propias en los altos del Clamores, frente al Alcázar y sitio llamado Tormohito, y los defensores de la fortaleza, faltos de recursos, al divisar al gañan, salieron algunos por el puente llamado del Piojo, se apoderaron de bueyes y criado y les metieron en el Alcázar: los bueyes para aprovisionarse y para la defensa el hombre. Al saber Segovia el suceso, se produjo una espantosa algarada y reunidos en poco tiempo como unos dos mil hombres, cercaron la casa de Riofrío, el que se disculpaba de las imprecaciones e insultos que le dirigían y se quejaba de que le hubieran quitado los bueyes, sin que lograse convencer a los provocadores, los que, creídos de que Riofrío había mandado los bueyes a los sitiados como socorro en su defensa, le quisieron matar unos, y otros, consiguieron llevarle preso a responder de su conducta. Al llegar a la calle del Berrocal, con que antes era conocida esta vía que anotamos, una vieja desalmada, desde una ventana, arengó a los perseguidores, expresando, que no a la cárcel, sino a la horca era donde debían llevarle, y les arrojó una soga para con ella darle muerte. Las turbas vacilaban entre ejecutar la preposición de la vieja o seguir con el infeliz comunero; pero prevaleció la decisión de los más prudentes y siguió la muchedumbre su camino para el preso, y algunos se adelantaron a la cárcel para que estuvieran abiertas las puertas, no fuera que se presentase nueva tentación de matarle si tuviesen que esperar para que entrase. Desde este triste suceso se llama la calle de La Muerte y la Vida, nombre que hemos de pensar que no desaparecerá nunca, y como recuerdo del trance de Diego de Riofrío, que estuvo allí entre la vida y la muerte y a merced del populacho. La casa donde se asomó la vieja fué derribada y estaba a la izquierda o en los números impares y la ventana famosa la remitió el Ayuntamiento a la Comisión de monumentos, conservándose en el Museo provincial; ventana tosca, pero un preciado objeto histórico de la Ciudad. Tiene esta calle el característico aspecto de las calles segovianas, ese encanto de las casas viejas, estrechas; algo en curva, de mucho tránsito y algo urbanizada en estos últimos tiempos para mayor desembarazo de los movimientos callejeros.
(Sáez y Romero, 1918, pp. 116-118)